# 賈克·希維特
賈克·希維特（法語：Jacques Rivette，法語：[ʒak ʁivɛt]；1928年3月1日—2016年1月29日）是法國電影導演與影評，與法蘭索瓦·杜魯福、尚盧·高達、艾力·侯麥與克勞德·夏布洛一樣都曾擔任《電影筆記》的影評，後來投入電影拍攝，成為法國電影新浪潮的代表導演。
他在1956年執導的短片《棋差一招》被視為法國新浪潮重要的電影作品之一；1991年，他執導的《美麗壞女人》於第44屆坎城影展獲得評審團大獎。

## 電影作品
- 1961年：《巴黎屬於我們》（Paris nous appartient）
- 1966年：《女教徒（法语：Suzanne Simonin, la Religieuse de Diderot）》（La Religieuse）
- 1969年：《瘋狂之愛（法语：L'Amour fou (film)）》（L'Amour fou）
- 1971年：《出局：禁止接觸（法语：Out 1 : Noli me tangere）》（Out 1 : Noli me tangere）
- 1974年：《莎蓮與茱莉浪遊記》（Céline et Julie vont en bateau）
- 1976年：
  - 《日月女神》（Duelle）
  - 《公主復仇記（法语：Noroît (film)）》（Noroît）
- 1981年：《絕路回旋》（Merry-Go-Round）
- 1982年：《北方的橋》（Le Pont du Nord）
- 1984年：《真幻之愛》（L'Amour par terre）
- 1985年：《咆哮山莊（法语：Hurlevent (film)）》（Hurlevent）
- 1989年：《四個女人的故事（法语：La Bande des quatre (film, 1988)）》（La Bande des quatre）
- 1991年：《美麗壞女人》（La Belle Noiseuse）
- 1994年：《聖女貞德（法语：Jeanne la Pucelle (film)）》（Jeanne la pucelle）
- 1995年：《小心輕放》（Haut bas fragile）
- 1998年：《絕密驚魂（法语：Secret défense (film, 1998)）》（Secret défense）
- 2001年：《六人行不行》（Va savoir）
- 2003年：《幻愛鍾情》（Histoire de Marie et Julien）
- 2007年：《別碰斧頭》（Ne touchez pas la hache）
- 2009年：《小山旁的馬戲團》（36 vues du pic Saint-Loup）

## 外部連結
- 賈克·希維特在互联网电影资料库（IMDb）上的資料（英文）
- 賈克·希維特在豆瓣上的资料（简体中文）
- jacques-rivette.com- a website devoted to Rivette's film and journalism careers
- Biography on newwavefilm.com （页面存档备份，存于）